# Donna Douglas

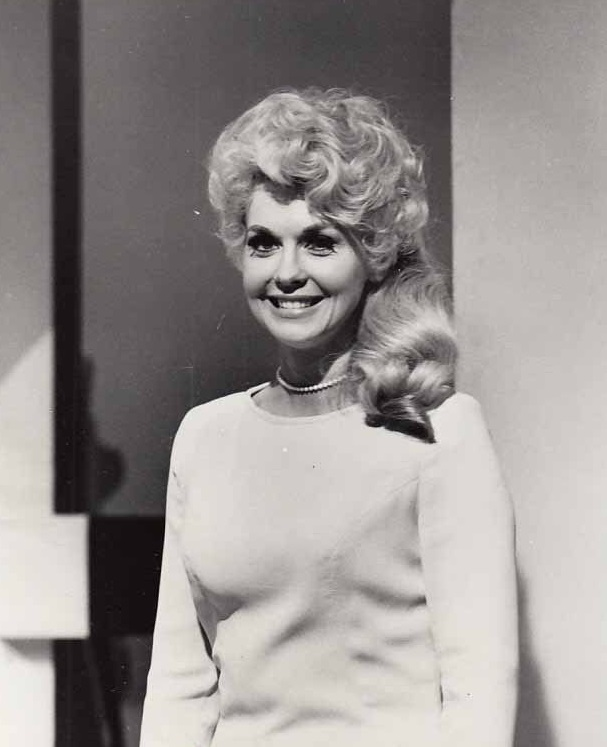
Donna Douglas, 1967

Donna Douglas (* 26. September 1932 als Doris Ione Smith in Pride, East Baton Rouge Parish, Louisiana; † 1. Januar 2015 in Zachary, Louisiana) war eine US-amerikanische Schauspielerin, Sängerin, Immobilienmaklerin, Rednerin und Buchautorin.

## Leben
Douglas war das jüngere von zwei Kindern von Emmett Ratcliff Smith und seiner Frau Elma Douglas besuchte die St. Gerard Catholic High School und war Mitglied der ersten Abschlussklasse. 1957 wurde sie zur Miss Baton Rouge und zur Miss New Orleans gewählt.

### Schauspielkarriere
Douglas zog nach New York City, um eine Karriere im Showbusiness zu verfolgen, und begann mit Zahnpastawerbung. 1957 wurde sie „Letters Girl“ der NBC-Sendung The Perry Como Show und 1959 „Billboard Girl“ in The Steve Allen Show. 1958 trat sie in einer Episode der The Phil Silvers Show unter dem Namen Doris Bourgeois, dem Namen während ihrer ersten Ehe, auf.
Hal B. Wallis besetzte sie als Marjorie Burke im Filmdrama Career (1959), was ihre erste Kinorolle darstellte. Bekannt wurde sie durch die Rolle der Elly May Clampett in der Sitcom The Beverly Hillbillies, die sie zwischen 1962 und 1971 spielte. Ihre Figur war die einzige Tochter einer Familie von Hinterwäldlern, die unverhofft zu einem Anwesen in Beverly Hills kommen. Die Serie war eine der zuschauerstärksten in den USA der 1960er-Jahre und bescherte ihr große Popularität.
In Frankie and Johnny von 1966 spielte sie die Hauptrolle neben Elvis Presley, ihre wahrscheinlich wichtigste Filmrolle. Nach dem Ende von Beverly Hillbillies übernahm Douglas vor allem Gastrollen in bekannten Fernsehserien, beispielsweise spielte sie 1999 in Die Nanny sich selbst.

### Neben der Schauspielkarriere

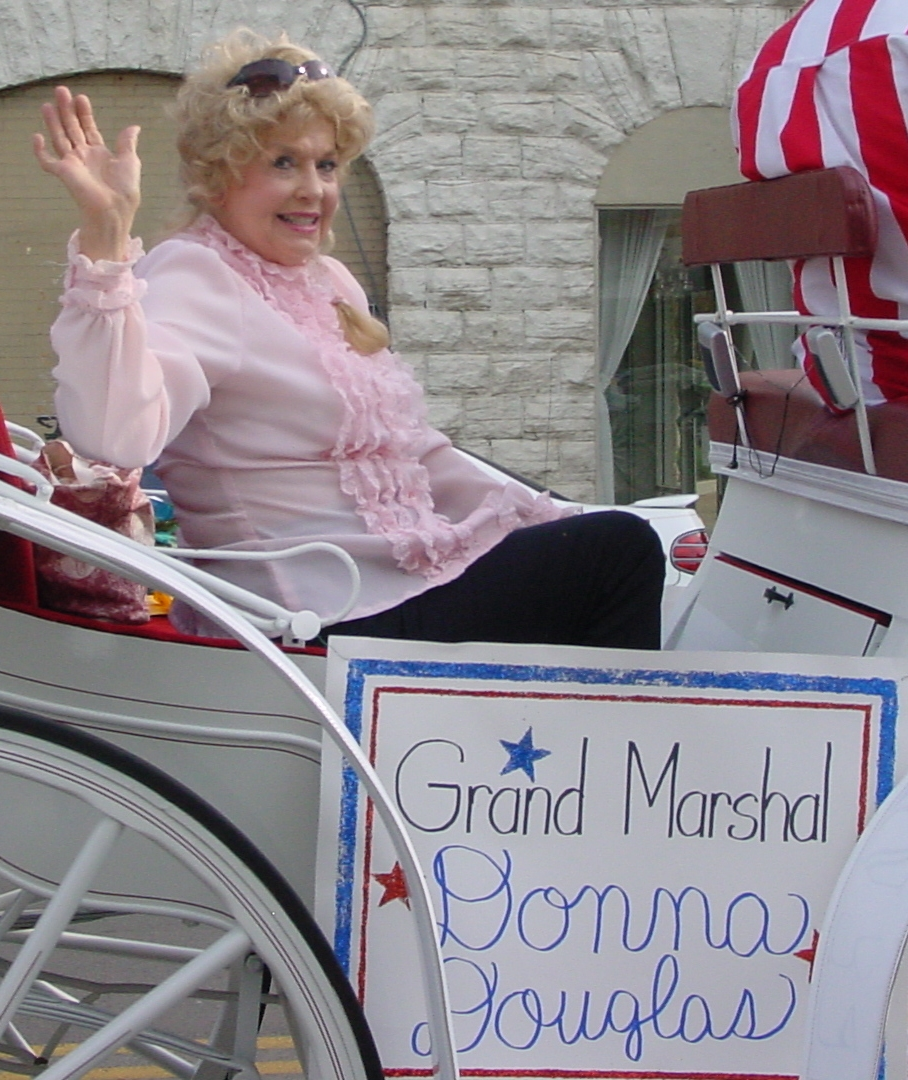
Douglas, 2007 in Lawrenceburg, Tennessee

Douglas erhielt nach dem Ende von The Beverly Hillbillies eine Immobilienmaklerlizenz.
Douglas trat häufig als Gospelsängerin auf und war Rednerin in Kirchengruppen, Jugendgruppen, Schulen und Colleges. Einer der Schwerpunkte ihrer karitativen Arbeit war die Unterstützung verschiedener christlicher Kinderheime, vor allem im Süden der USA. Sie trat bei Conventions und Messen auf. Das erste ihrer Gospelalben erschien 1982. In den 1970er und 1980er Jahren nahm sie mehrere Country-Alben auf.
Douglas schrieb und veröffentlichte die religiösen Kinderbücher Donna’s Critters and Kids: Children’s Stories with a Bible Touch und Miss Donna’s Mulberry Acres Farm. 2013 folgte das Kochbuch Southern Favorites with a Taste of Hollywood.

## Privatleben
Douglas heiratete 1949 ihren ersten Ehemann, Roland Bourgeois, Jr., mit dem sie 1954 ihr einziges Kind, Danny Bourgeois, hatte. Das Paar ließ sich im selben Jahr scheiden. 1971 heiratete sie Robert M. Leeds, Regisseur von The Beverly Hillbillies, und ließ sich 1980 wieder scheiden.
1982 wurde Douglas vom Rhema Bible Training Center in Broken Arrow, Oklahoma, aufgenommen. Sie schloss ihr Studium 1984 mit dem Schwerpunkt Kinderpastoral ab.
Douglas starb an Neujahr 2015 mit 82 Jahren im Baton Rouge General Hospital an Bauchspeicheldrüsenkrebs. Sie wurde auf dem Bluff Creek Cemetery in East Feliciana Parish, Louisiana bestattet.

### Klagen

#### Sister Act
1993 verklagten Douglas und ihr Partner Curt Wilson Disney, Whoopi Goldberg, Bette Midler, ihre Produktionsfirmen und die Creative Artists Agency wegen Sister Act, da ihr Drehbuch A Nun in the Closet kopiert wurde. Die Klage wurde aber abgewiesen.

#### Mattel
Im Dezember 2010 veröffentlichte Mattel drei Barbies der Classic TV Collection: Die drei Puppen stellten Samantha Stephens (aus Verliebt in eine Hexe gespielt von Elizabeth Montgomery), Jeannie (aus Bezaubernde Jeannie gespielt von Barbara Eden) und die von Douglas dargestellte Elly May Clampett dar.  Am 4. Mai 2011 verklagte Douglas CBS und Mattel, da für den Verkauf der Barbie der Classic Collection ihre Fotos ohne ihre Erlaubnis verwendet wurden. Am 27. Dezember 2011 wurde der Prozess mit einem Vergleich abgeschlossen.

## Filmographie (Auswahl)

### Kino
- 1959: Viele sind berufen (Career)
- 1959: Li’l Abner
- 1960: Anruf genügt – komme ins Haus (Bells Are Ringing)
- 1960: Fremde, wenn wir uns begegnen (Strangers When We Meet)
- 1961: Ein Pyjama für zwei (Lover Come Back)
- 1966: Frankie und Johnny (Frankie and Johnny)
- 2013: Chronicles of Life Trials

### Fernsehen
- 1959: Bachelor Father (2 Folgen)
- 1959: U.S. Marshal
- 1960, 1962: Twilight Zone (The Twilight Zone) (2 Folgen)
- 1960: Lock-Up
- 1960: Whirlybirds
- 1960: Kein Fall für FBI (The Detectives)
- 1960: Route 66
- 1960, 1961: The Aquanauts (2 Folgen)
- 1961: Thriller
- 1961: 77 Sunset Strip
- 1961: Hennesey
- 1961: Michael Shayne
- 1961: Surfside 6 (2 Folgen)
- 1961: Dr. Kildare
- 1961: Pete and Gladys
- 1961–1962: Mr. Ed (3 Folgen)
- 1961: Sam Benedict
- 1962–1971: The Beverly Hillbillies (273 Folgen)
- 1964: Preston & Preston (The Defenders)
- 1972: Night Gallery
- 1972: Adam-12
- 1974: McMillan & Wife
- 1981: Return of the Beverly Hillbillies
- 1989: Super Mario Brothers Super Show
- 1993: The Jerry Springer Show
- 1999: Die Nanny (The Nanny)

## Diskographie
- 1963: The Beverly Hillbillies
- 1982: Donna Douglas Sings Gospel
- 1983: Here Come the Critters
- 1986: Donna Douglas Sings Gospel II
- 1989: Back on the Mountain